# Новоукраинка (Новониколаевский район)
Новоукра́инка (укр. Новоукраїнка) — село,
Трудовый сельский совет,
Новониколаевский район,
Запорожская область,
Украина.
Код КОАТУУ — 2323687204. Население по переписи 2001 года составляло 390 человек.

## Географическое положение
Село Новоукраинка находится на расстоянии в 2 км от посёлка Трудовое и в 2,5 км от села Голубково.
По селу протекает пересыхающий ручей с запрудой.
Рядом проходит автомобильная дорога Н-15.

## История
- 1921 год — дата основания.